# Halowe Mistrzostwa Europy w Lekkoatletyce 1989 – bieg na 400 m mężczyzn
Bieg na 400 metrów mężczyzn – jedna z konkurencji biegowych rozgrywanych podczas halowych lekkoatletycznych mistrzostw Europy w  hali Houtrust w Hadze. Eliminacje zostały rozegrane 18 lutego, a bieg finałowy 19 lutego 1989. Zwyciężył reprezentant Hiszpanii Cayetano Cornet. Tytułu zdobytego na poprzednich mistrzostwach nie bronił Jens Carlowitz z Niemieckiej Republiki Demokratycznej.

## Rezultaty

### Eliminacje
Rozegrano 2 biegi eliminacyjne, do których przystąpiło 10 biegaczy. Awans do finału dawało zajęcie jednego z pierwszych dwóch miejsc w swoim biegu (Q). Skład finału uzupełniło dwóch zawodników z najlepszym czasem wśród przegranych (q).
Opracowano na podstawie materiału źródłowego.

#### Bieg 1
| Miejsce | Zawodnik        | Czas  | Uwagi |
| ------- | --------------- | ----- | ----- |
| 1       | Cayetano Cornet | 46,70 | Q     |
| 2       | Klaus Just      | 46,79 | Q     |
| 3       | Vito Petrella   | 47,30 | q     |
| 4       | Todd Bennett    | 47,36 | q     |
| 5       | Aldo Canti      | 47,41 |       |

#### Bieg 2
| Miejsce | Zawodnik           | Czas  | Uwagi |
| ------- | ------------------ | ----- | ----- |
| 1       | Brian Whittle      | 46,75 | Q     |
| 2       | Antonio Sánchez    | 47,25 | Q     |
| 3       | Arjen Visserman    | 47,53 |       |
| 4       | Slobodan Branković | 48,21 |       |
| –       | Momcził Charizanow | DSQ   |       |

### Finał
Opracowano na podstawie materiału źródłowego.
| Miejsce | Zawodnik        | Czas  | Uwagi |
| ------- | --------------- | ----- | ----- |
| 1       | Cayetano Cornet | 46,21 |       |
| 2       | Brian Whittle   | 46,49 |       |
| 3       | Klaus Just      | 46,80 |       |
| 4       | Todd Bennett    | 47,16 |       |
| 5       | Antonio Sánchez | 47,45 |       |
| 6       | Vito Petrella   | 47,83 |       |